# Acquaviva
För andra betydelser, se Acquaviva (olika betydelser).
Acquaviva är en av San Marinos nio kommuner, castelli. Acquaviva har en befolkning på 1 812 invånare (2006) och en yta på 4,86 km².
Kommunen gränsar till Borgo Maggiore och San Marino, samt de italienska kommunerna San Leo och Verucchio.

## Parishes
Acquaviva är indelat i 2 administrativa enheter (curazie):
- Gualdicciolo
- La Serra